# Grandval, Bern
Grandval är en ort och kommun i distriktet Jura bernois i kantonen Bern, Schweiz. Kommunen har 384 invånare (2023).